# Budova Teplotechny
Budova Teplotechny je kancelářský objekt čp. 243/II, který se nachází v ulici Ječná 39a na Novém Městě v Praze 2. 

## Historie
Dům byl postaven na místě zahrady někdejšího novorenesančního domu čp. 1584/II ve stylu brutalismu sedmdesátých let. Návrh pochází od architektů Vladimíra Machonina a Věry Machoninové z let 1975–1980. Roku 1980 byly také předloženy varianty řešení fasády. Realizace proběhla v letech 1980–1984. Původně budova sloužila především jako ubytovna pracovníků Teplotechny, jen v 1. patře měla kanceláře.

## Stavba
Řadový dům je šestipatrový, má v suterénu a přízemí konstrukci ze železobetonového monolitu, výše jsou nosné zdi cihelné. Střecha byla oproti původnímu návrhu tvarem přizpůsobena sedlovým střechám okolních domů. Průčelí je členěné dvojící arkýřů. Dvojramenné schodiště je z ulice osvětleno prosklenou stěnou. Dům je obložen smaltovaným atypicky tvarovaným plechem modré barvy. V parteru se nacházejí obchody, v 1.– 5. patře kanceláře, v 6. patře ubytování hotelového typu.